# Apfelmehltau
Der Apfelmehltau ist eine durch den Schlauchpilz Podosphaera leucotricha verursachte Erkrankung von Pflanzen der Gattung Malus. In der Apfelproduktion verursacht die Erkrankung durch Schwächung der befallenen Bäume, durch Schädigung der Blüten und damit des Fruchtansatzes sowie durch die Verschlechterung der Fruchtqualität erhebliche wirtschaftliche Einbußen. Neben dem Kulturapfel (Malus x domestica) werden auch weitere Pflanzen der Gattung Malus vom Mehltau befallen.

## Infektionszyklus
Der Erreger Podosphaera leucotricha ist ein obligat parasitär lebender Ascomycet aus der Familie der Erysiphaceae.
Der Pilz überwintert als Mycel in infizierten, ruhenden Blüten- und Blattknospen. Mit dem Aufbrechen der Knospen im Frühjahr beginnt der Pilz sein Wachstum und besiedelt die sich entwickelnden Blüten, jungen Blätter und Triebe. Ausgehend von dieser Primärinfektion bildet er asexuelle Sporen (Konidien) auf kurzen Sporenträgern. Die Sporen werden über den Wind verbreitet und keimen aus, sobald sie auf empfängliches Pflanzengewebe treffen, wo sie dann eine Sekundärinfektion initiieren und Mycelkolonien ausbilden. Am anfälligsten für die Infektion ist das junge Gewebe der sich zwischen Mitte Mai und Mitte Juni frisch entwickelnden Blätter; ihre Anfälligkeit nimmt mit zunehmendem Alter und Ausreifung des Blattes ab.
Für die Keimung benötigen die Sporen eine relative Luftfeuchtigkeit von mehr als 70 % und Temperaturen zwischen 10 °C und 25 °C, wobei das Optimum 19 °C und 22 °C liegt. Auch an trockenen Tagen kann die benötigte höhere Luftfeuchte in den Morgen- oder Abendstunden zeitweise erreicht werden, was für die Infektion ausreicht. Im Gegensatz zu den meisten anderen pflanzenpathogenen Pilzen benötigen sie für die Keimung keine freie Flüssigkeit; eine direkte Befeuchtung der Blätter hemmt die Entwicklung sogar.
Da die für die Keimung der Sporen benötigten Bedingungen am besten im Mikroklima an der Blattunterseite anzutreffen sind, erscheinen meist dort die ersten Mehltaukolonien als weißer Filz-artiger Belag. Es entstehen fädige Auswüchse, die sich über die Blattfläche ausbreiten, anschwellen und Appressorien bilden. Diese Strukturen setzen Enzyme frei die einen Einritt des Pilzes in die Epidermiszellen ermöglichen, wo sie Haustorien bilden. Haustorien sind spezialisierte Organe, die innerhalb lebender Pflanzenzellen gebildet werden und der Absorption von Nährstoffen und der Verankerung des Pilzes dienen.
Den ganzen Sommer über kommt es zur Bildung von Sporen und damit zu Sekundärinfektionen auf den Blättern des befallenen Baumes sowie auf weiteren Bäumen, auf die die Sporen mit dem Wind gelangen. Vor allem das sich gerade entwickelnde und noch unreife Gewebe sich gerade entfaltender Blätter ist empfänglich für Mehltauinfektionen. Verstärkter Pflanzenwuchs in der fortgeschrittenen Vegetationsperiode kann somit einer plötzlichen Zunahme der Mehltauaktivität führen, da dem Pilz damit wieder vermehrt empfängliches junges Pflanzengewebe für Sekundärinfektionen zur Verfügung steht.
Über Sekundärinfektionen werden auch die sich im Laufe des Jahres bildenden, bis zum nächsten Frühjahr schlafenden Knospen infiziert, von denen in der folgenden Saison die neuen Primärinfektionen ausgehen und der Infektionszyklus von neuem beginnt. Da infizierte Knospen weniger widerstandsfähig gegenüber Frosteinwirkung sind als gesunde, führen tiefe Temperaturen während des Winters zu einer Reduzierung der Primärinfektionen im Frühjahr.
Im Spätsommer und Frühherbst bilden sich außerdem innerhalb des Pilzmycels auf Blättern und Trieben überwinternde Fruchtkörper (Ascomata) aus. Die hierin enthaltenen sexuellen Ascosporen sind meist nicht entwicklungsfähig und haben für Primärinfektionen im kommenden Frühjahr keine größere Bedeutung.

## Symptome

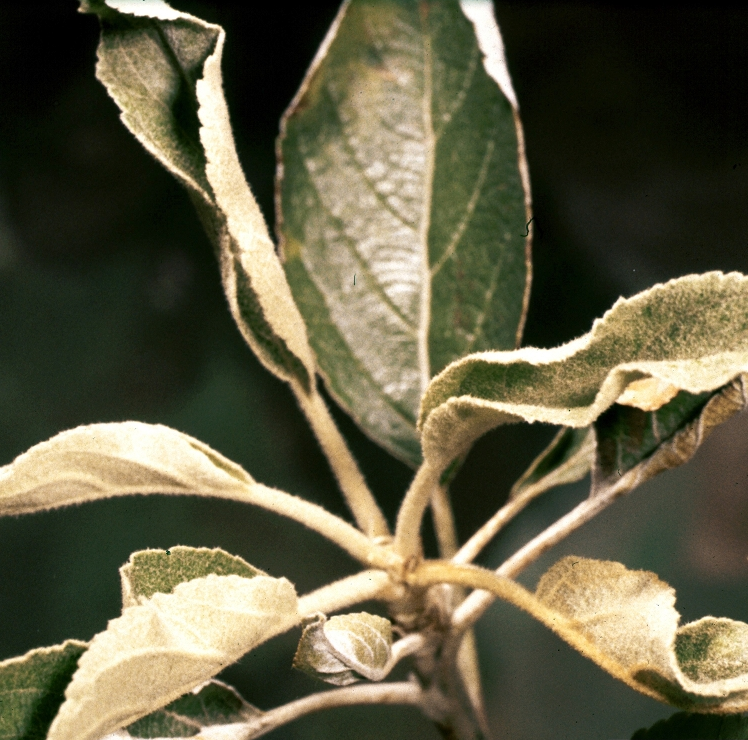
Mehltauinfektion an einem Jungtrieb

An befallenen Pflanzen treten Symptome des Mehltaus an Blättern und Trieben sowie Blüten und Früchten auf. Schweregrad und Ausprägung der Symptome variieren in Abhängigkeit von der betroffenen Apfelsorte, dem Zeitpunkt und dem Schweregrad der Infektion sowie den Wetterbedingungen.

### Blätter und Triebe

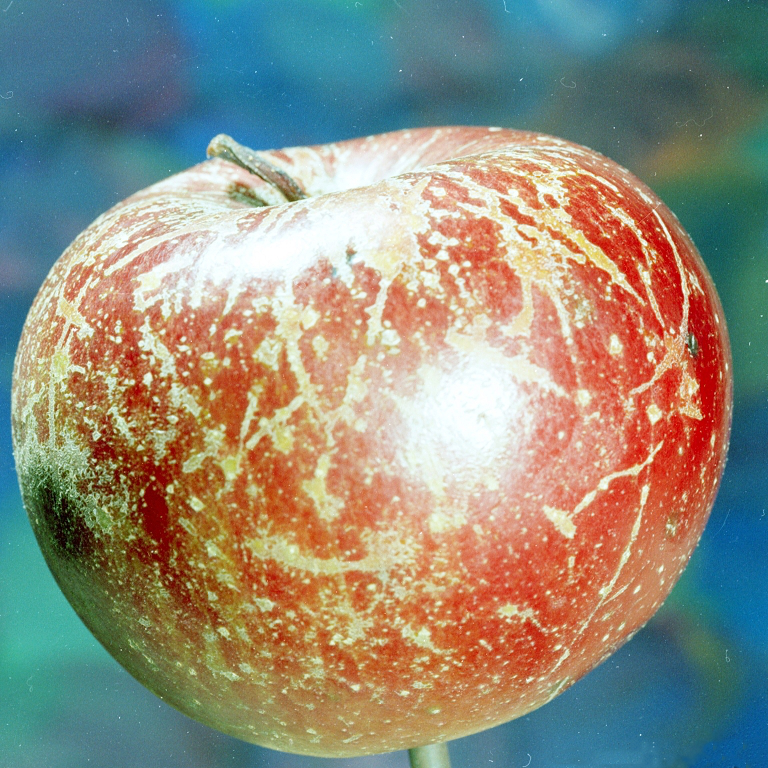
Netzartige Berostung auf einem Apfel nach einer Mehltauinfektion

Der Pilz überwintert an schlafenden Blüten- und Blattknospen. Beim Austrieb der Blattknospen im Frühjahr beginnt der Pilz das junge, grüne Gewebe zu besiedeln. An den Blättern treten sowohl Primärinfektionen, als auch Sekundärinfektion durch über den Wind übertragene Sporen auf.
Pilzkolonien, die sich aus Pilzmycel und Sporen zusammensetzen, erscheinen als weiße, filzartige Beläge. Zum Spätsommer hin, wenn der Pilz beginnt, zahlreiche Fruchtkörper auszubilden, verfärbt sich das Mycel dunkel. Sekundärinfektionen sind zuerst an der Blattunterseite sichtbar und erscheinen auf der Blattoberseite als aufgehellte, chlorotische Flecken. Infizierte Blätter, rollen sich zusammen oder falten die Blatthälften nach oben und erscheinen verknittert, später sterben sie ab und fallen ab.
Triebinfektionen entstehen aus einer überwinterten Infektion der Terminalknospe. Sie können unmittelbar im Frühjahr absterben oder zeigen während der Wachstumsperiode ein deutlich reduziertes Wachstum, erscheinen gestaucht und haben eine silber-gräuliche Farbe. Oft kommt es später zu einem totalen Blattverlust und einem Absterben der Triebe.
Stark befallene Bäume werden durch die Infektion durch den Verlust an Blattmasse geschwächt und werden anfällig für Infektionen mit weiteren Erkrankungen.

### Blüten und Früchte
Die die Primärinfektion auslösenden überwinterten Sporen in den Blütenknospen können bereits in einem sehr frühen Stadium der Blüte aktiviert werden, in dem die Knospen noch geschlossen sind. Die infizierten Blüten öffnen sich fünf bis acht Tage nach den gesunden, wodurch sichergestellt ist, dass empfängliches Pflanzengewebe, wie die sich gerade entfaltenden Blätter, die bereits geöffneten gesunden Blüten und junge Fruchtansätze, für den Pilz zur Verfügung steht.
Mit Mehltau infizierte Blüten erscheinen silber-gräulich. Die Blütenblätter sind verdreht und blass-gelb oder hell-grün verfärbt. Stark infizierte Blüten öffnen sich gar nicht oder verkrüppeln völlig und setzen keine Früchte an.
Sekundärinfektionen des Blütenrezeptakulums treten drei Wochen vor bis drei Wochen nach der Blüte auf. Infizierte Rezeptakula schrumpfen und setzen meist keine Früchte an. Aus einigen infizierten Blüten entstehen auch Früchte, die allerdings Verfärbungen, netzartige Berostungen sowie Zwerg- oder Krüppelwuchs zeigen. Auch das Gewebe junger Früchte ist für die Infektion empfänglich.

## Wirtschaftliche Bedeutung
Der Erreger des Apfelmehltaus wurde weltweit in allen Gegenden, in denen Äpfel angebaut werden, nachgewiesen. Obwohl auf Malus-Arten vereinzelt auch andere Mehltauerreger nachgewiesen wurden, haben diese im Gegensatz zum Erreger des Apfelmehltaus keine ökonomische Bedeutung für den Apfelanbau.
Der Mehltaubefall kann zu erheblichen Ertragseinbussen führen. Zum einen kommt es durch die Infektion zum Absterben von Blüten und damit zu einem verringerten Fruchtansatz. Aus infizierten Blüten hervorgegangen oder im frühen Jugendstadium infizierte Früchte weisen aufgrund des Krüppel- und Zwergwuchses oder der netzartigen Berostung eine reduzierte Fruchtqualität auf.
Da von infizierten Blüten die Primärinfektion des Folgejahres ausgehen, kann ein starker Befall auch die Ernte der nächsten Saison negativ beeinflussen. Ohne regulierende Bekämpfung der Infektion kann sich der Mehltaubefall von Jahr zu Jahr aufbauen.
Neben den akuten Ertragseinbussen führt Mehltaubefall zu einer chronischen Schwächung der Pflanzen, was zu einer verkürzten Nutzungsdauer und damit zu einer verringerten Profitabilität von Obstanlagen führt.
Früher galt der Apfelmehltau vor allem als Erkrankung, die primär in Baumschulen an Jungpflanzen auftrat, während sie im kommerziellen Apfelanbau nur eine geringe Bedeutung hatte. Da junge Bäume, die noch keinen Fruchtansatz zeigen, ihr Triebwachstum deutlich später abschließen, steht an ihnen auch länger junges Gewebe für Infektionen zur Verfügung. Ab den 1940er-Jahren wurde die Erkrankung aber zunehmend zu einem Problem auch in Erwerbsobstanlagen, was zumindest teilweise auf den Ersatz von Schwefelpräparaten als Fungizid durch organische Pilzbekämpfungsmittel zurückzuführen ist, da der Fokus des Fungizideinsatzes vor allem auf der Bekämpfung des Apfelschorfs und der Verhinderung von Berostungen lag.
Bei der Züchtung neuer Apfelsorten wurde vor allem auf die Widerstandsfähigkeit gegenüber feuchter Witterung selektiert, während der Mehltau sich vor allem bei trockener Witterung gut verbreiten kann.
Heute stellt der Mehltau ein dauerhaftes Problem in nahezu allen Anbauregionen dar. Starke Ausbrüche können durch inädequate Frühbehandlungen, inkonsequente Fungizidspritzungen während Trockenwetterperioden sowie Resistenzbildungen gegenüber einigen der eingesetzten Fungiziden bedingt sein.

## Bekämpfung
Mehltau ist ein chronisch wiederkehrendes Problem. Eine hohe Befallsstärke am Ende der Saison führt zu einem hohen Anteil infizierter Knospen, die im folgenden Frühjahr zu einer hohen Primärinfektionsrate führen und gleichzeitig durch die Schädigung der Blüten und des Fruchtansatzes zu einer Ertragsminderung in der Folgesaison führen. Aus diesem Grund muss das Bekämpfungsmanagement dieser Erkrankung darauf abzielen, die Primärinfektionsrate zu reduzieren und die Bäume vor einer Sekundärinfektion zu schützen.

### Sortenwahl
Da die einzelnen Apfelsorten eine unterschiedlich starke Anfälligkeit gegenüber Mehltau aufweisen, ist die Wahl geeigneter Apfelsorten eine sehr effektive Präventivmaßnahme. Es gibt ausgesprochen resistente Apfelsorten, bei denen eine chemische Bekämpfung nur bei sehr hohem Infektionsdruck notwendig ist.
Von den im Erwerbsobstbau angebauten Sorten zählen zum Beispiel Jonafree, Prima und Enterprise zu den Mehltau-resistenten Sorten. Obwohl durch die Wahl krankheitsresistenter Sorten der Fungizideinsatz und damit auch die Anbaukosten erheblich reduziert werden könnten, haben diese Sorten bisher keine weite Verbreitung gefunden, da die Sortenwahl vor allem durch die Nachfrage des Handels und der Konsumenten bestimmt wird und andere Apfelsorten bessere Absatzmöglichkeiten haben.
Die vor allem die im Erwerbsobstbau breit angebauten Apfelsorten Braeburn, Gala, Golden Delicious, Idared, Jonagold, Jonathan und Granny Smith zeigen eine hohe Anfälligkeit gegenüber Mehltau, weshalb ihr Anbau einen hohen Einsatz von Pflanzenschutzmitteln erfordert.

### Kulturmaßnahmen
Die Primärinfektionen können durch eine Entfernung von deren Quellen (Entfernung der im Vorjahr infizierten Blüten- und Blattknospen) kontrolliert werden. Diese sind an ihrer weißlichen Farbe und einer auffälligen Spreizung der Knospenschuppen zu erkennen und sollten während des Winters oder im zeitigen Frühjahr entfernt werden.
Diese Maßnahmen sind allerdings gerade in größeren Kulturanlagen nur mit sehr großem Arbeitsaufwand umzusetzen, so dass sie meist aus wirtschaftlichen Gründen nicht durchgeführt werden. Lediglich in frisch gepflanzten Erwerbsobstanlagen, in denen die Jungbäume durch einen starken Mehltaubefall stark in ihrer Entwicklung geschwächt würden und in denen wenige Primärinfektionen pro Baum auftreten, kann ein solcher Einsatz sinnvoll sein. Vor allem im Liebhaberobstbau, in dem in der Regel nur wenige Einzelbäume kultiviert werden und eine chemische Behandlung mit Fungiziden nicht erwünscht ist, kann die Entfernung der Pimärinfektionsquellen, z. B. im Rahmen des Winterschnittes, aber eine effektive und ökologisch schonende Maßnahme zur Mehltaubekämpfung sein.

### Chemische Bekämpfungsmethoden
Sekundärinfektionen und die Infektion der Früchte können durch die Anwendung von Fungiziden kontrolliert werden. Im Erwerbsobstbau werden regelmäßig Fungizide zur Mehltaukontrolle eingesetzt. Die Fungizide werden üblicherweise in 7- bis 10-Tagesintervallen mit Beginn noch vor der vollen Entfaltung der ersten Blüten (sog. Tight-cluster-Stadium) bis zum Ende des Spitzentriebwachstums (ca. Ende Juni) eingesetzt. Dadurch wird sichergestellt, dass Phasen einer starken Blattentwicklung und die Nachblütephase abgedeckt werden und dass frischer, für die Infektion besonders empfänglicher Blattzuwachs nicht über einen längeren Zeitraum ungeschützt ist. Für stark anfällige Apfelsorten kann dies bedeuten, dass sie bis zu 18 Fungizidspritzungen in einer Saison erhalten.
Zur Mehltaubehandlung sind mehrere Substanzen aus verschiedenen Stoffgruppen zugelassen, so zum Beispiel Kupfer- und Schwefelpräparate, Sterol-Inhibitoren (z. B. Myclobutanil) und Strobilurine (z. B. Trifloxystrobin, Kresoxim-Methyl). Alle zugelassenen Substanzen ermöglichen eine effektive Mehltaukontrolle, wobei empfohlen wird, bei der Mehltaubekämpfung auf mehrere Substanzen verschiedener Substanzklassen zurückzugreifen. Wenn möglich sollte zwischen verschiedenen Fungiziden gewechselt oder rotiert werden und in Zeiten mit niedrigem Risiko und bei weniger anfälligen Apfelsorten Breitbandfungizide eingesetzt werden.
Im Bioanbau werden neben Kupfer- und Schwefelpräparaten auch Fungizide auf Rapsölbasis sowie Natriumbikarbonat (Backpulver) zur Mehltaubekämpfung eingesetzt.
Wichtig für den Erfolg der gesamten Behandlung ist die frühe Vorblüten-Behandlung, da damit das Wachstum des Pilzes unterbunden werden kann, wodurch spätere unkontrollierte Sekundärinfektionen vermieden werden. Die Infektion innerhalb der Wachstumssaison unter Kontrolle zu bringen, ist schwierig, wenn Spritzungen zu Beginn des Entwicklungszyklus versäumt wurden.
Vor allem längere Trockenperioden können Obstbauern veranlassen, Fungizidpritzungen auszusetzen, da andere pflanzenpathogene Pilze ein feuchtes Klima zur Entwicklung benötigen. Da die Entwicklung des Mehltaupilzes aber durch trockene Wetterbedingungen sogar gefördert wird, müssen die Fungizidspritzungen für eine effektive Mehltaubekämpfung unbedingt auch während Schönwetterperioden fortgesetzt werden.
Studien haben gezeigt, dass es zielführender ist, die Spritzintervalle zu verkürzen, als die Fungizidkonzentration zu erhöhen.